# Antônio João
Antônio João is een gemeente in de Braziliaanse deelstaat Mato Grosso do Sul. De gemeente telt 8.734 inwoners (schatting 2009).

## Aangrenzende gemeenten
De gemeente grenst aan Bela Vista en Ponta Porã.

### Landsgrens
En met als landsgrens aan de gemeente Bella Vista Norte en Pedro Juan Caballero in het departement Amambay met het buurland Paraguay.